# Maurycy Nowakowski
Maurycy Nowakowski (ur. 1982 we Wrocławiu) – polski pisarz, biograf i dziennikarz.

## Życiorys
Autor biografii poświęconych muzykom Peterowi Gabrielowi i Philowi Collinsowi. Napisał również książki na temat zespołu Genesis i Steve’a Hacketta. W 2016 ukazała się jego biografia polskiego zespołu Riverside.
W 2013 wydał powieść sensacyjną na temat korupcji w polskiej piłce nożnej – Okrągły przekręt.
W 2016 za swój kryminalny debiut – Plagiat – otrzymał Kryminalną Piłę (nagrodę dla najlepszej polskiej miejskiej powieści kryminalnej), był też nominowany do nagrody kulturalnej Gazety Wyborczej Wrocław – WARTO.
Współpracuje z portalem Mały Leksykon Wielkich Zespołów. Publikował na łamach magazynu „Lizard” oraz w portalach Kontury, Artrock.pl, Fabrica Librorum, Polskie kulturalne podziemie.

## Twórczość
- Genesis. Zagrajcie to jeszcze raz… (MN, 2007 Wrocław ISBN 978-83-925465-0-4[3] & GAD Records, 2009 Sosnowiec ISBN 978-83-61637-02-8[4])
- Phil Collins: Człowiek orkiestra (GAD Records, 2008 Sosnowiec ISBN 978-83-61637-01-1[5] & Anakonda, 2013 Warszawa ISBN 978-83-63885-13-7)[6]
- Steve Hackett. Szkice, burze, orchidee (GAD Records, 2009 Sosnowiec ISBN 978-83-61637-04-2)[7]
- Peter Gabriel. Świat sekretny, świat realny (GAD Records, 2011 Sosnowiec ISBN 978-83-61637-11-0[8] & Anakonda, 2013 Warszawa ISBN 978-83-63885-16-8)[9]
- Okrągły przekręt (Anakonda, 2013 Warszawa ISBN 978-83-638-8510-6)[10]
- Plagiat (Videograf, 2015 ISBN 978-83-7835-433-8)[11]; kryminał
- Riverside. Sen w wysokiej rozdzielczości. (IN ROCK, 2016 ISBN 978-83-64373-43-5)[12]
- Przypadek (Filia, 2018 ISBN 978-83-8075-400-3)[13]; kryminał
- Niezależność (Novae Res, 2019 ISBN 978-83-8147-494-8)[14]
- Rozdarcie (Virtus Nobilitat, 2022 ISBN 978-83-932741-2-3)
- Giselle. Prawdziwie oddany (Virtus Nobilitat, 2024 ISBN 978-83-932741-4-7)